# Ruger Vaquero

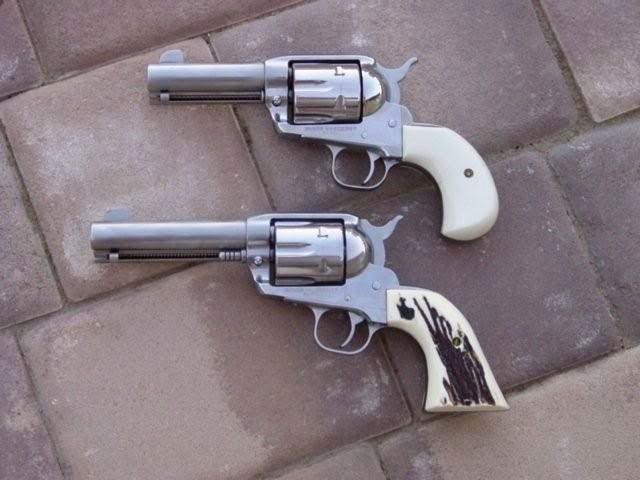
Dois exemplares do Ruger Old Model Vaquero

O Ruger Vaquero é um revólver de ação simples com capacidade de seis tiros fabricado pela Sturm, Ruger & Co, baseado no corpo do New Model Ruger Super Blackhawk, lançado em 1993.

## Características
Ele tem três possibilidades de acabamento: aço azulado, aço envelhecido e aço inoxidável polido (esse último com a intenção de ficar parecido com o acabamento niquelado do século 19), com opções de empunhadura em madeira, borracha, imitação de marfim e micarta preta e miras fixas. Ele surgiu com a popularização do "Cowboy Action Shooting" (um tipo de competição), de onde veio a demanda por um revólver de ação simples com aparência mais tradicional.

## Especificações
- Peso: 1.000–1.400 g[1]
- Comprimento: 24 a 33 cm[1]
- Tamanho de cano: 3,75, 4,62, 5,5, 7,5 polegadas[1]
- Cartuchos: .357 Magnum/.38 Special, .44-40 Winchester, .44 Magnum, .45 Colt[1]
- Capacidade: cilindro de seis tiros
- Miras: fixas

## Variantes
Existem duas variantes do Ruger Vaquero: a original, comercializada de 1993 a 2005, que era pouco maior que o Colt Single Action Army. Já o New Vaquero, produzido de 2005 até o presente, tem as dimensões muito próximas do Colt Single Action Army.

## Fatos correlatos
No ano 2000, a San Diego Sheriff's Association encomendou uma edição comemorativa do Vaquero para o calibre .40 S&W (calibre da arma de serviço da SDSA), para celebrar o 150º aniversário da instituição. Aproximadamente 1.000 unidades desse modelo, com o logotipo da SDSA gravado no cano, foram vendidas para seus membros. Cerca de 125 unidades sem o logotipo, foram vendidas para particulares. Os colecionadores, procuram especificamente por cerca de 25 a 30 deles onde o aviso ao usuário, normalmente gravado na lateral do cano, foi gravado na parte de baixo do cano.